# Измерительная головка

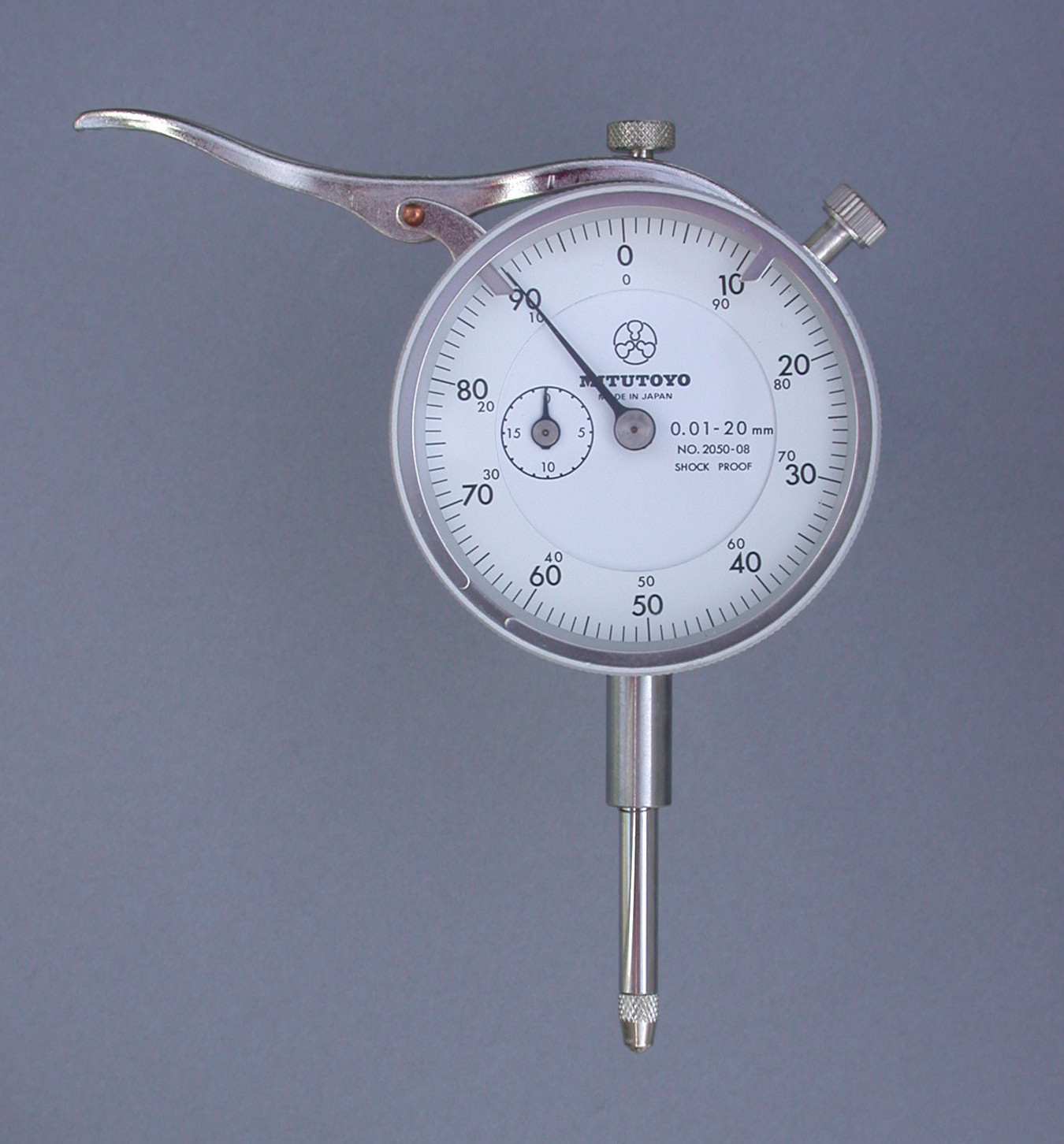
Индикатор часового типа

Измерительными головками называют измерительные приборы, преобразующие малые перемещения измерительного щупа в большие перемещения стрелки по шкале. Измерительные головки используются в основном для относительных измерений, замера отклонений, неровностей, биений поверхностей валов.
Первоначально, в 1890 году были разработаны рычажные измерительные головки (миниметры, рычажные индикаторы), затем зубчатые и рычажно-зубчатые головки(ортотесты), рычажно-винтовые индикаторы. В 1937 году были разработаны пружинные измерительные головки.
Наибольшее распространение получили индикаторы часового типа, рычажно-зубчатые индикаторы, многооборотные индикаторы, микрокаторы, оптикаторы, электроконтактные измерительные головки.

## Индикаторы часового типа

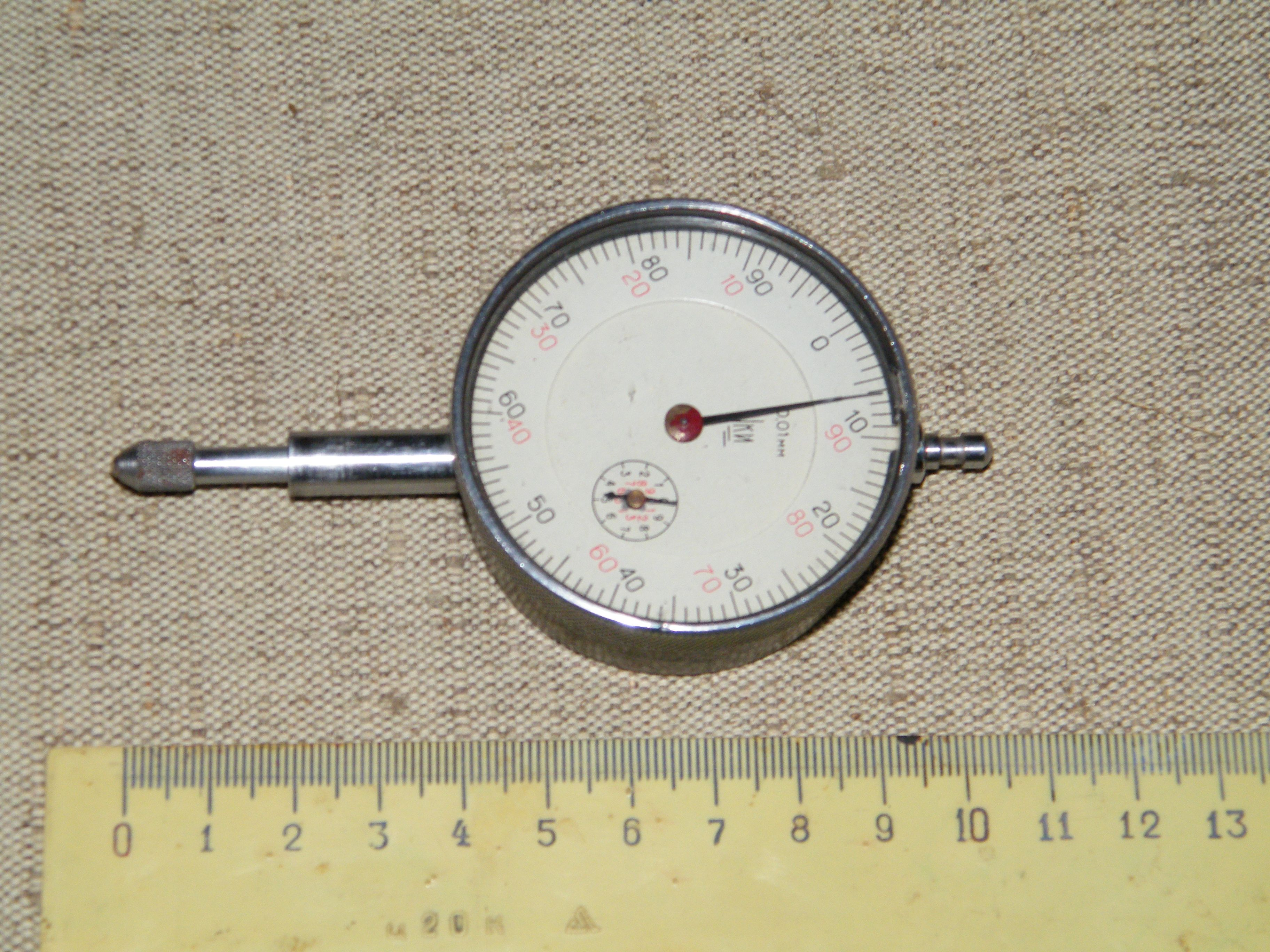
Индикатор часового типа, твердосплавный шарик в сменной оправе слева. Цена деления данного прибора 0,01 мм.

Индика́тор часово́го ти́па — измерительный прибор, предназначенный для абсолютных и относительных измерений и контроля отклонений от заданной геометрической формы детали, а также взаимного расположения поверхностей.

### Конструкция
В цилиндрическом корпусе размещена реечно-зубчатая и шестерёнчатые передачи, преобразующие возвратно-поступательное движение измерительного стержня во вращательное движение стрелки прибора. В конструкцию индикатора входит пружина, исключающая люфты шестерёночных передач, то есть зацепление зубчатых колёс происходит всегда с одной стороной профиля зубьев. Обычно шкала прибора выполнена поворачивающейся, это удобно для установки нуля показаний при выполнении относительных измерений.
Стрелка индикатора чаще всего — многооборотная, обычно один оборот стрелки соответствует перемещению щупа на 1 мм. В некоторых моделях на приборе имеется вторая стрелка и малый циферблат, который показывает количество полных оборотов большой стрелки.
Наиболее распространены индикаторы с ценой деления 0,01 мм, поскольку большую точность трудно обеспечить реечно-зубчатой передачей. Большая стрелка такого прибора делает один оборот при смещении измерительного стержня на 1 мм, малая стрелка — при смещении на 10 мм.
На рабочем конце измерительного стержня большинства моделей находится твердосплавный шарик в сменной оправе, которым при измерении касаются измеряемой детали. Механизм индикатора имеет возвратную пружину, закрепленную между корпусом индикатора и стержнем. Эта пружина создает измерительное усилие на стержне.

### Порядок работы с индикатором
Индикатор часового типа устанавливается в инструментальный штатив (наподобие лабораторного). В основании штатива закреплена цилиндрическая штанга, по которой закрепляется подвижная муфта со стержнем, с закреплённым на конце индикатором. Зачастую штатив имеет магнитное основание. Магнитное основание позволяет устанавливать штативы на вертикальных и наклонных плоскостях измеряемых стальных деталей без дополнительного крепления.
Общий порядок работы с индикатором часового типа:
- Измерительный стержень вручную поднимается, на основание под индикатором помещается эталон.
- Измерительный стержень опускается на поверхность эталона, шкала индикатора перемещается на нулевую отметку.
- Измерительный стержень вручную поднимается, на основание под индикатором помещается измеряемая деталь.
- Измерительный стержень опускается на поверхность детали, шкала индикатора показывает насколько (в сотых долях миллиметра) размеры измеряемой детали отличаются от эталонной.

Для различных применений в машиностроении, индикаторы используются в составе специальных приспособлений, позволяющих измерять крупногабаритные детали (индикаторные скобы), внутренние размеры (индикаторные нутромеры) и т. д.
Индикаторы часового типа выпускаются классов точности 0 и 1. Погрешность измерений индикатором часового типа зависит от измеряемой величины. Так в диапазоне измерений 1—2 мм погрешность находится в пределах 10—15 мкм, а в диапазоне 5—10 мм погрешность увеличивается до 18—22 мкм.

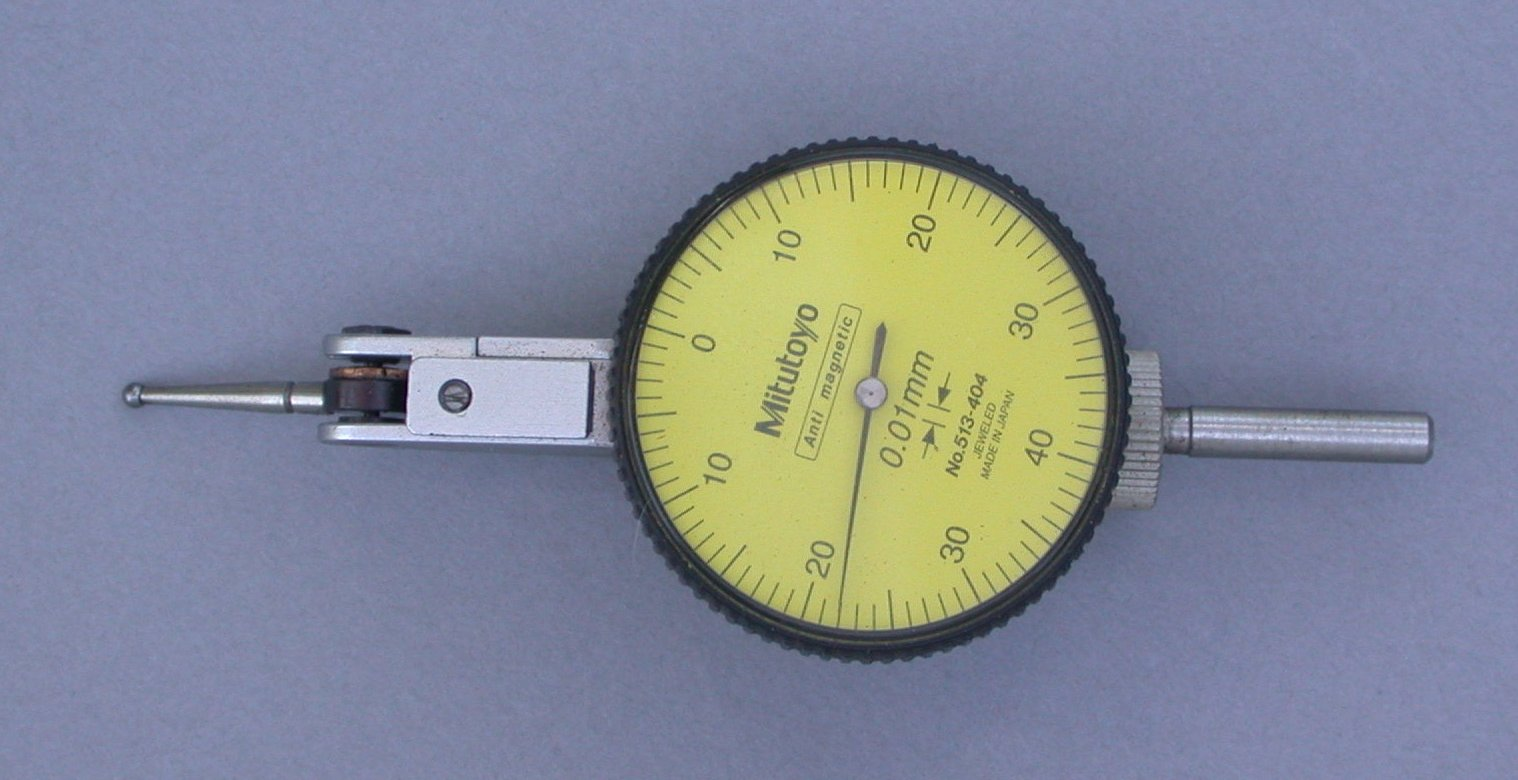
Рычажно-зубчатый индикатор

## Рычажно-зубчатые индикаторы
В отличие от индикаторов часового типа, рычажно-зубчатые измерительные головки имеют в своём составе неравноплечий рычаг, малое плечо которого связано с измерительным стержнем или непосредственно с измеряемой поверхностью, а большое плечо - обычно со вторым неравноплечим рычагом и зубчатой передачей со стрелкой. Рычажно-зубчатые измерительные головки бывают однооборотными и многооборотными. Измерительные приборы выпускаются различных типов — бокового действия с непосредственным контактом измерительного рычага с измеряемой деталью и с измерительным штоком. Индикаторы выпускаются с ценой деления 0,001 и 0,002 мм, что на порядок выше чем в индикаторах часового типа. Например, индикатор Кемпинского и Монахова, содержащий две рычажные и две зубчатые пары, имеет диапазон измерения 1 мм, цену деления 1 мкм и точность на пределе измерений менее 5 мкм.

## Пружинные измерительные головки
Пружинные измерительные головки выпускаются трёх основных типов: микрокаторы, микаторы (малогабаритные) и миникаторы. Пружинные индикаторы считаются наиболее точными рычажно-механическими измерительными устройствами. В качестве чувствительного элемента используется завитая пружина со стрелкой. Перемещение связанного с измерительным стержнем рычага приводит к изменению длины пружины и повороту стрелки. Основное преимущество такой конструкции, отсутствие трения при движении стрелки, позволяет достигнуть высокой точности. Цена деления микрокатора достигает 0,1 мкм. Кроме того, приборы отличаются простотой конструкции, долговечностью работы и отсутствием мёртвого хода.
Встречаются также пружинные индикаторы для более грубых измерений — дециндикаторы с ценой деления 0,05 мм.

## Пружинно-оптические измерительные головки
Пружинно-оптические измерительные головки (оптикаторы), в отличие от пружинных индикаторов вместо стрелки имеют зеркало, которое формирует изображение стрелки на шкале. Оптикаторы не имеют параллакса, присущего стрелочным приборам. Пружинно-оптические головки классифицируются некоторыми источниками как оптико-механические измерительные устройства (оптиметры).

## Электронные индикаторы

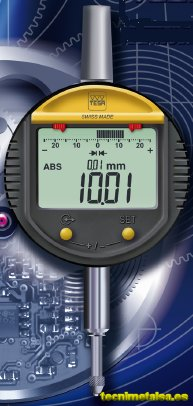
Индикатор с электронной шкалой

Индикаторы часового типа и рычажно-зубчатые индикаторы с электронной цифровой шкалой называют электронными индикаторами (не путать с электронным индикатором в электронике).

## Измерительные инструменты и приспособления
Измерительные головки чаще всего для измерений устанавливаются в штативы, измерительные скобы, индикаторные нутромеры, глубиномеры и т.д.